# Antílopes (obra de teatro)
Antílopes (en idioma sueco: Antiloperna) es una obra de teatro del escritor sueco Henning Mankell.

## Argumento
Los problemas y las desavenencias de un matrimonio que lleva años en África con el proyecto de construir bombas de agua para la población indígena. La mala conciencia se adueña de ellos y aflora un día antes de partir y ceder el puesto a Lundin, quien ocupará la casa y le sustituirá en el cargo. Todos estos elementos sirven al autor para ir descubriendo al espectador el alcance de una reflexión no exenta de reproches: la doble moral de Occidente respecto al continente africano.

## Puestas
- Teatro Alegría, Tarrasa (Barcelona), 27 de febrero de 2009. Estreno mundial en español. Ferran Carvajal como Lundin, Muntsa Alcañiz como La Mujer y Jordi Martínez como El Hombre. Dirección: Magda Puyo. Escenografía: Ramon Simó. Música original: Joan Alavedra.[2]
- Teatro Nacional de Cataluña, 7 al 29 de marzo de 2009, mismos intérpretes.
- Teatro La Fundición, Sevilla, 11 de octubre de 2012. Pepa Sarsa como La Mujer, Abel Vitón como El Marido, Jorge Del Río como Lundin. Dirección: Luis Maluenda.[3][4][5]
- Centro Cultural de la Cooperación, Buenos Aires, 2013. Con Mario Pasik, Ingrid Pelicori, Diego de Paula. Dirección: Graciela Dufau y Hugo Urquijo.[6][7]